# Charles E. Bowles
Charles E. Bowles (Yale, 24 marzo 1884 – Detroit, 30 luglio 1957) è stato un politico statunitense, sindaco di Detroit nel 1930.

## Biografia
Charles E. Bowles nacque a Yale il 24 marzo 1884, figlio di Alfred e Mary Lutz Bowles. Si laureò in legge nel 1908 e divenne avvocato nel 1909. He married Ruth Davis in 1915; the couple had one daughter, Helen Ruth Bowles.
Bowles entrò in politica dal nulla e per candidarsi come sindaco di Detroit dopo le dimissioni di Frank Ellsworth Doremus nel 1925. Ricevette l'esplicito supporto del Ku Klux Klan. Risultò terzo alle primarie dietro John W. Smith e Joseph A. Martin, che lo eliminarono dal ballottaggio all'elezione generale. Tuttavia, Bowles continuò la sua campagna elettorale come candidato write-in e quasi vinse, perdendo dopo che 15.000 voti erano stati annullati. L'anno successivo, Bowles si ricandidò a sindaco, di nuovo senza successo. Nel 1929, Bowles ritentò la corsa a sindaco.
Nelle primarie del '29, Bowles sconfisse John C. Lodge e John W. Smith all'elezione generale. Quando Bowles licenziò il Capo della Polizia Harold Emmons dopo che questi aveva ordinato una serie di raid, Bowles fu accusato di "tollerare l'illegalità" e dopo appena sei mesi dalla sua vittoria fu convocata una nuova elezione a sindaco. Molte persone fecero campagna elettorale per il ritiro dalle scene Bowles, tra cui il commentatore radiofonico Jerry Buckley. Quest'ultimo fu assassinato il giorno dopo la decisione di imporre il ritiro dalla politica di Bowles. Sebbene le prove che emersero successivamente portassero più alla malavita e ai ricatti, l'omicidio gettò un'ombra di sospetto su Bowles Un mese dopo, Bowles perse le elezioni da sindaco contro Frank Murphy.